# Antzuola
Antzuola (baskisch und offiziell; spanisch Anzuola) ist ein Ort und eine Gemeinde (municipio) mit 2.069 Einwohnern (Stand: 2024) in der Provinz Gipuzkoa in der Autonomen Region Baskenland im Norden Spaniens. 

## Lage und Klima
Antzuola liegt am Oberlauf des Río Deba ca. 55 km (Fahrtstrecke) südwestlich von Donostia-San Sebastián bzw. ca. 35 km nordöstlich von Vitoria-Gasteiz im Kantabrischen Gebirge. Das von der ca. 30 km Luftlinie nördlich gelegenen Biskaya beeinflusste Klima ist gemäßigt; Regen (ca. 1066 mm/Jahr) fällt übers Jahr verteilt.

## Bevölkerungsentwicklung
| Jahr      | 1970 | 1981 | 1991 | 2001 | 2011 | 2021 |
| Einwohner | 2183 | 2275 | 2062 | 1900 | 2187 | 2081 |

Der deutliche Bevölkerungsanstieg in der zweiten Hälfte des 20. Jahrhunderts ist im Wesentlichen auf die durch die Mechanisierung der Landwirtschaft und die Aufgabe kleinbäuerlicher Betriebe ausgelöste Abwanderung aus den ländlichen Gebieten der Umgebung zurückzuführen.

## Sehenswürdigkeiten

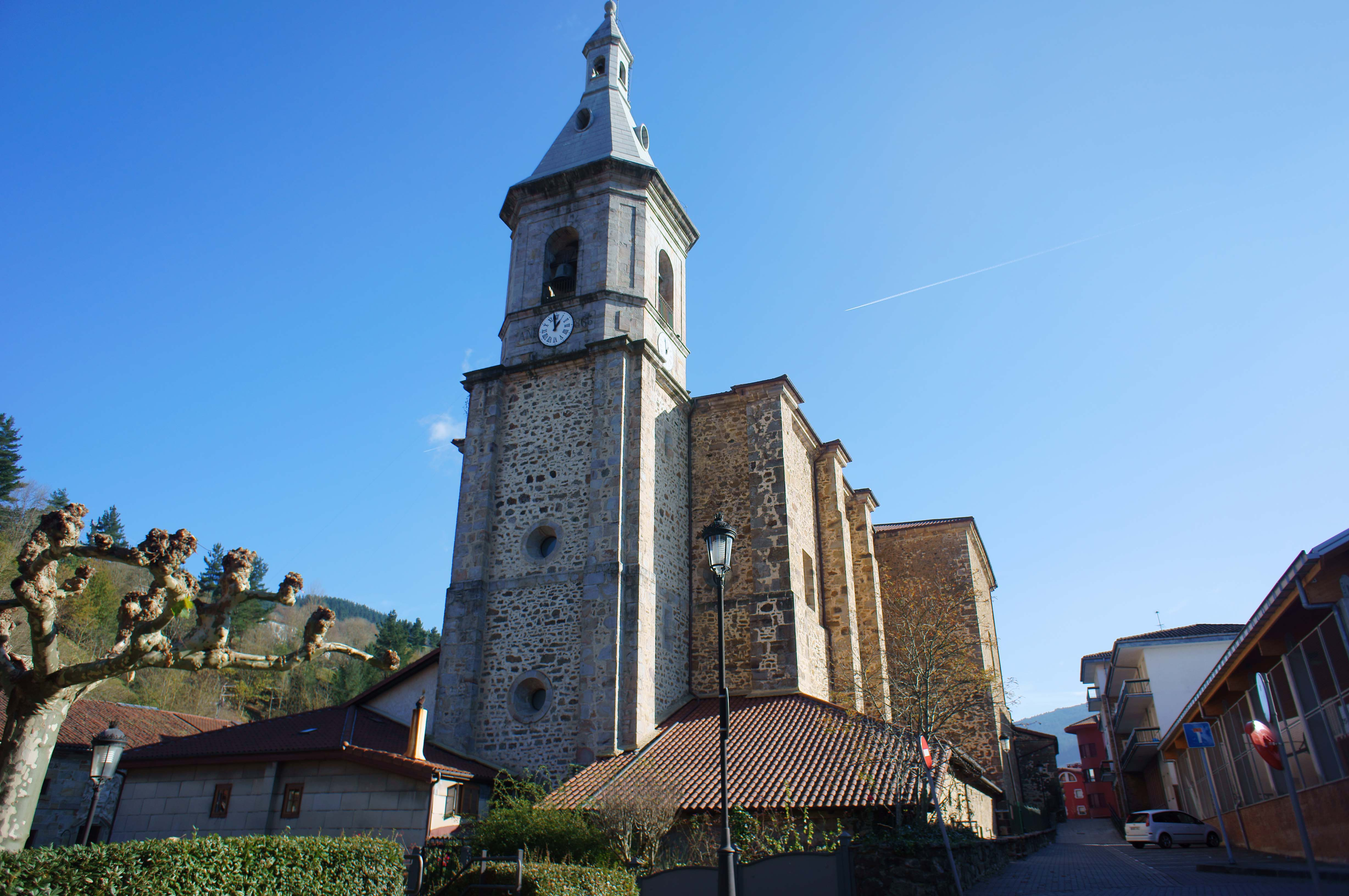
Marienkirche
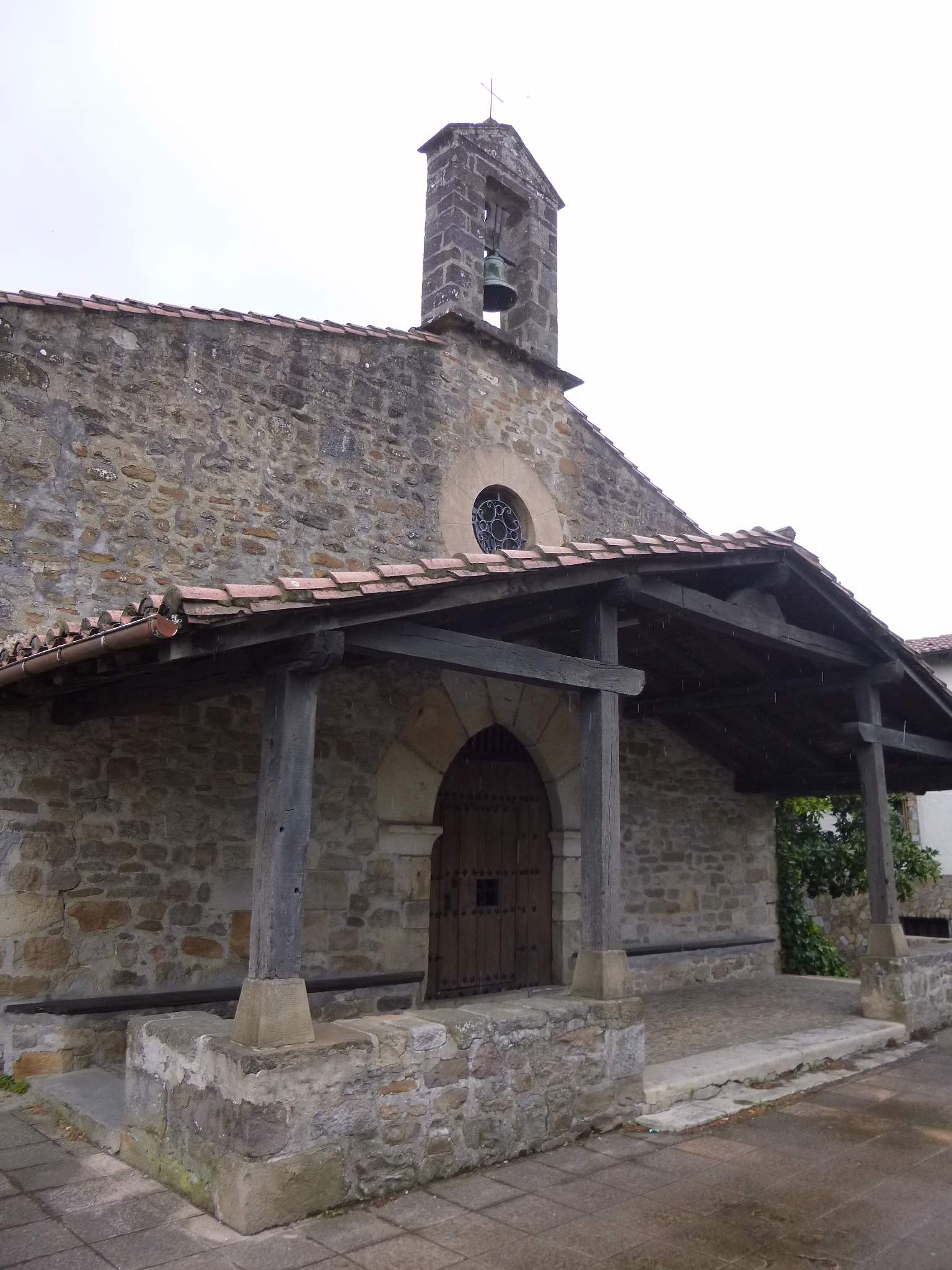
Marienkapelle
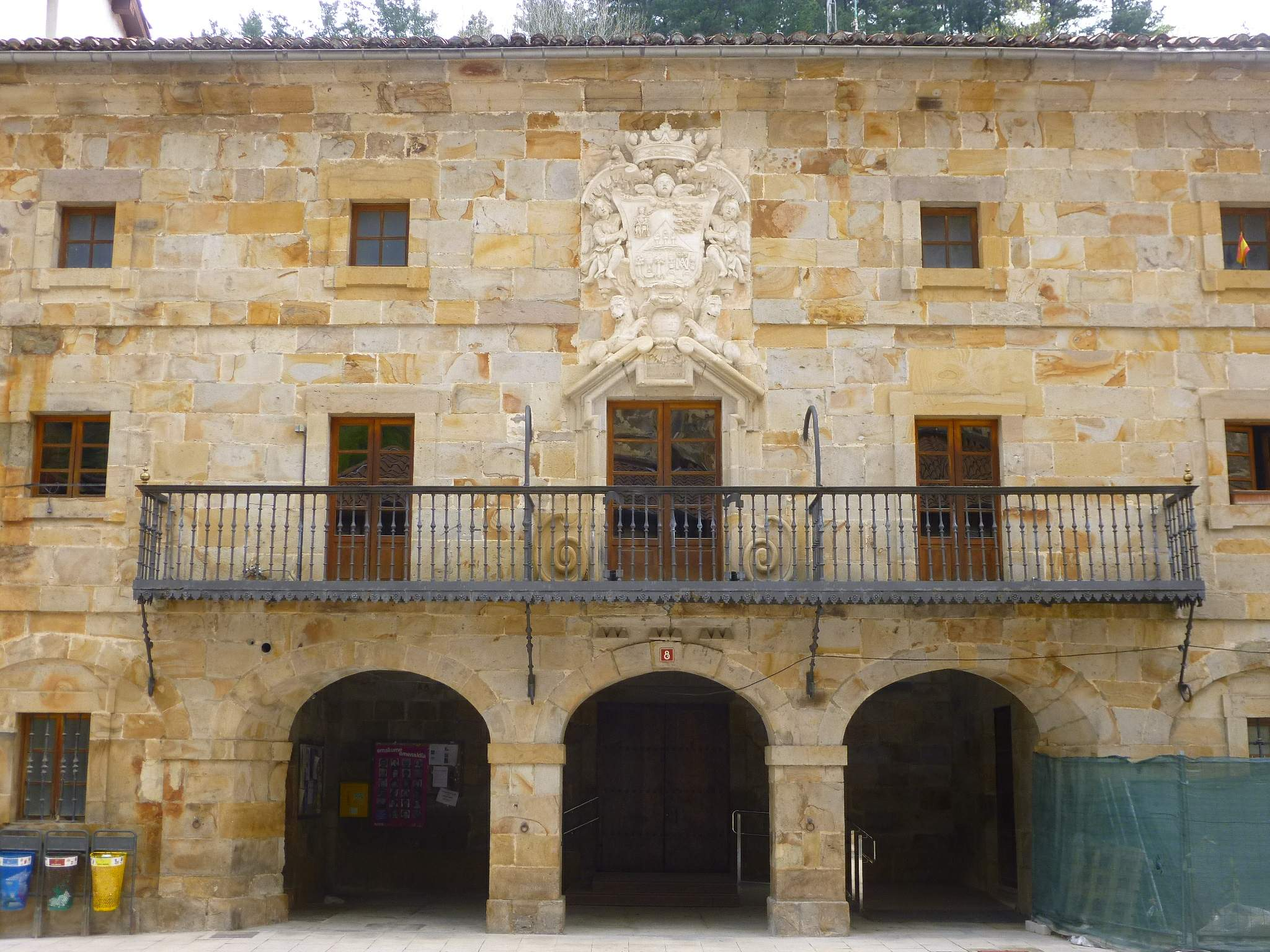
Rathaus

- Marienkirche
- Marienkapelle
- Rathaus in Eskoriatza

## Söhne und Töchter der Stadt
- Agustín Tellería (1884–1939), Politiker
- Gorka García (* 1975), Fußballspieler